# Armored Warriors
Armored Warriors (Powered Gear: Strategic Variant Armor Equipment au Japon) est un jeu vidéo du type beat them all développé et édité par Capcom en 1994 sur CP System II,.

## Système de jeu
Il est possible de sélectionner quatre mechas différents ainsi que leurs pilotes respectifs, chacun d'eux ayant ses propres caractéristiques de vitesse et de puissance. Le joueur peut ramasser au cours des sept niveaux du jeu des morceaux de robots ennemis détruits afin d'améliorer son armement.

## Équipe de développement
- Planificateurs : Kiyo, T.H.T.Fuji, Tuchihashi Bakabon
- Programmeurs : Y. Tunazaki Forever, Hero Hero, H. HASssssY, Hamachan, Dress
- Conception mechas et objets : Yochabare, E. Kuratani, H. Uemura, Naoki Fujisawa, Y. Maruno, H. Yoshino, You.Ten Kozow, Igami, Nekokan, U.F.O, Naoki Fukuda, Bakky
- Art designers : Matsumoto, Y. Maruyama, M. Oshino, Takuji Mishima, Saru, Kohei Akiyama
- Compositeur son : Takayuki Iwai (Anachey Takapon)
- Conception son : Tomuyuki Kawakami (T.K NY)
- Conseillers spéciaux : Noritaka Funamizu (Poo), Shochan, Kenkn, Meshi, Furoboh
- Conception personnages : T.O.M
- AD designers : Sensei, Sakomizu
- Directeur : Yoshiki Okamoto (Kihaji Okamoto)

## Série
1. Armored Warriors / Powered Gear
2. Cyberbots: Fullmetal Madness : 1995